# Rio Ota (Japão)
O rio Ōta (太田川, Ōta-gawa) é um curso de água no Japão, com 103 km de comprimento, que nasce nos flancos do monte Kanmuri. Desagua na prefeitura de Hiroshima e forma um delta na cidade do mesmo nome antes de se lançar no Mar Interior de Seto.